# Henrik Holm
Henrik Holm (* 22. August 1968 in Täby) ist ein ehemaliger schwedischer Tennisspieler.

## Karriere
Holm begann im Alter von fünf Jahren Tennis zu spielen. Seine Eltern waren beide mit diesem Sport verbunden; seine Mutter war Tennistrainerin und sein Vater war schwedischer Davis-Cup-Spieler. Holm wurde 1988 Tennisprofi und trat in den ersten Jahren zusammen mit seinem jüngeren Bruder Niels im Doppel an. Erste Weltranglistenpunkte sammelten sie mit dem Doppeltitel bei einem Satellite-Turnier in Österreich. Im darauf folgenden Jahr sicherte sich Holm bei einem Challenger-Turnier in Dublin seinen ersten Einzeltitel und mit seinem Bruder erreichte er das Halbfinale des Turniers. 1990 gewann er das Challenger-Turnier von Aptos und mit seinem Bruder den Titel beim Challenger-Turnier von Genf, im Jahr darauf gewannen sie mit São Paulo und Istanbul zwei weitere Challenger-Doppeltitel.
1992 war Holms erfolgreichstes Jahr im Einzel; er wurde von der ATP mit dem Most Improved Player Award ausgezeichnet. Neben zwei Titeln auf der Challenger-Tour stand er zweimal im Endspiel eines ATP-Turniers. In Washington unterlag er Petr Korda und in Tokio dann Ivan Lendl, nachdem er in der dritten Runde Boris Becker überraschend mit 6:1 und 6:2 besiegt hatte. Es blieben seine einzigen Finalteilnahmen auf der ATP Tour, im darauf folgenden Jahr gelangen ihm noch drei Halbfinalteilnahmen. Stattdessen feierte er seine größten Erfolge nun im Doppel. Zusammen mit Stefan Edberg stand er im Finale des Masters-Turniers von Cincinnati, mit Anders Järryd gewann er die Swedish Open und Rotterdam und mit Martin Damm das ATP-Turnier von München. 1994 gewann er an der Seite von Järryd zwei weitere Turniere, gemeinsam standen sie zudem im Finale des Masters-Turniers von Hamburg. In seiner Karriere gewann er insgesamt fünf Doppeltitel, weitere vier Mal stand er in einem Doppelfinale. Seine höchsten Notierungen in der ATP-Weltrangliste erreichte er 1993 mit Platz 17 im Einzel sowie 1994 mit Position 10 im Doppel.
Sein bestes Abschneiden bei einem Grand-Slam-Turnier war die Achtelfinalteilnahme in Wimbledon im Jahr 1992. Im Doppel stand er 1994 im Achtelfinale der Australian Open.

## Erfolge
| Legende                       |
| Grand Slam                    |
| Tennis Masters Cup            |
| ATP Masters Series            |
| ATP International Series Gold |
| ATP International Series (5)  |
| ATP Challenger Series (14)    |

### Einzel

#### Turniersiege
| Nr. | Datum             | Turnier   | Belag     | Finalgegner       | Ergebnis      |
| --- | ----------------- | --------- | --------- | ----------------- | ------------- |
| 1.  | 10. Juli 1989     | Dublin    | Teppich   | Cristiano Caratti | 6:0, 4:6, 6:3 |
| 2.  | 23. Juli 1990     | Aptos     | Hartplatz | Brian Garrow      | 1:6, 6:3, 7:6 |
| 3.  | 17. August 1992   | Istanbul  | Hartplatz | Stéphane Simian   | 7:6, 6:2      |
| 4.  | 7. September 1992 | Azoren    | Hartplatz | Kenneth Carlsen   | 6:4, 6:3      |
| 5.  | 5. Juni 1995      | Annenheim | Rasen     | Martin Damm       | 6:2, 6:3      |
| 6.  | 20. Januar 1997   | Heilbronn | Teppich   | Hendrik Dreekmann | 6:3, 2:6, 6:0 |

#### Finalteilnahmen
| Nr. | Datum            | Turnier      | Belag       | Finalgegner | Ergebnis |
| --- | ---------------- | ------------ | ----------- | ----------- | -------- |
| 1.  | 13. Juli 1992    | Washington   | Hartplatz   | Petr Korda  | 4:6, 4:6 |
| 2.  | 18. Oktober 1992 | Tokio Indoor | Teppich (i) | Ivan Lendl  | 6:7, 4:6 |

### Doppel

#### Turniersiege

##### ATP Tour
| Nr. | Datum            | Turnier   | Belag         | Partner       | Finalgegner                      | Ergebnis      |
| --- | ---------------- | --------- | ------------- | ------------- | -------------------------------- | ------------- |
| 1.  | 22. Februar 1993 | Rotterdam | Teppich (i)   | Anders Järryd | David Adams Andrei Olchowski     | 6:4, 7:6      |
| 2.  | 26. April 1993   | München   | Sand          | Martin Damm   | Karel Nováček Carl-Uwe Steeb     | 6:0, 3:6, 7:5 |
| 3.  | 5. Juli 1993     | Båstad    | Sand          | Anders Järryd | Brian Devening Tomas Nydahl      | 6:1, 3:6, 6:3 |
| 4.  | 7. März 1994     | Saragossa | Hartplatz (i) | Anders Järryd | Martin Damm Karel Nováček        | 7:5, 6:2      |
| 5.  | 4. April 1994    | Tokio     | Hartplatz     | Anders Järryd | Sébastien Lareau Patrick McEnroe | 6:4, 6:2      |

##### Challenger Tour
| Nr. | Datum             | Turnier      | Belag     | Partner        | Finalgegner                       | Ergebnis      |
| --- | ----------------- | ------------ | --------- | -------------- | --------------------------------- | ------------- |
| 1.  | 7. September 1987 | Thessaloniki | Hartplatz | Per Henricsson | Pieter Aldrich Morten Christensen | 7:6, 3:6, 6:3 |
| 2.  | 26. März 1990     | Jerusalem    | Hartplatz | Peter Nyborg   | Cristian Brandi Cristiano Caratti | 6:1, 2:6, 6:3 |
| 3.  | 20. August 1990   | Genf         | Sand      | Nils Holm      | Branislav Stankovič Richard Vogel | 3:6, 7:5, 7:6 |
| 4.  | 11. Februar 1991  | São Paulo    | Sand      | Nils Holm      | John Letts Tom Mercer             | 5:7, 6:4, 6:4 |
| 5.  | 2. September 1991 | Istanbul     | Hartplatz | Nils Holm      | Olli Rahnasto Gianluca Pozzi      | 5:7, 7:5, 6:4 |
| 6.  | 7. September 1992 | Azoren       | Hartplatz | Nicklas Utgren | Donny Isaak Peter Nyborg          | 7:6, 7:6      |
| 7.  | 11. April 1994    | Monte Carlo  | Sand      | Magnus Larsson | Cristian Brandi Federico Mordegan | 7:6, 6:2      |
| 8.  | 27. Januar 1997   | Lippstadt    | Teppich   | Nils Holm      | Fredrik Bergh Rikard Bergh        | 7:6, 7:6      |

#### Finalteilnahmen
| Nr. | Datum              | Turnier      | Belag     | Partner           | Finalgegner                   | Ergebnis |
| --- | ------------------ | ------------ | --------- | ----------------- | ----------------------------- | -------- |
| 1.  | 10. Januar 1993    | Kuala Lumpur | Hartplatz | Bent-Ove Pedersen | Jacco Eltingh Paul Haarhuis   | 5:7, 3:6 |
| 2.  | 9. August 1993     | Cincinnati   | Hartplatz | Stefan Edberg     | Andre Agassi Petr Korda       | 6:7, 4:6 |
| 3.  | 8. Mai 1994        | Hamburg      | Sand      | Anders Järryd     | Scott Melville Piet Norval    | 3:6, 4:6 |
| 4.  | 17. September 1995 | Bordeaux     | Hartplatz | Danny Sapsford    | Saša Hiršzon Goran Ivanišević | 3:6, 4:6 |